# 人工子宮
人工子宮（或人造子宮），是一種設想中的技術設備，模擬女性子宮的環境，孕育胎兒，從而達至真正的無痛生育繁殖的效果。